# Wilkowice
Wilkowice è un comune rurale polacco del distretto di Bielsko-Biała, nel voivodato della Slesia.
Ricopre una superficie di 33,9 km² e nel 2004 contava 12 174 abitanti.